# Cooley
Pour les articles homonymes, voir Cooley.
Cooley Distillery est une distillerie irlandaise, fondée en 1987 par l'Irlandais John Teeling (en). La distillerie est située sur la péninsule de Cooley, dans le Comté de Louth (côte orientale irlandaise).
Elle diffère d'autres distilleries irlandaises par sa double distillation.
La distillation a lieu à Cooley mais les chais de maturation se trouvent dans l'ancienne distillerie de Locke's à Kilbeggan, dans le comté de Westmeath.
En janvier 2012, la distillerie est rachetée par le groupe américain Beam Suntory, propriétaire de plusieurs marques aux États-Unis et de la distillerie à Laphroaig.

## Productions

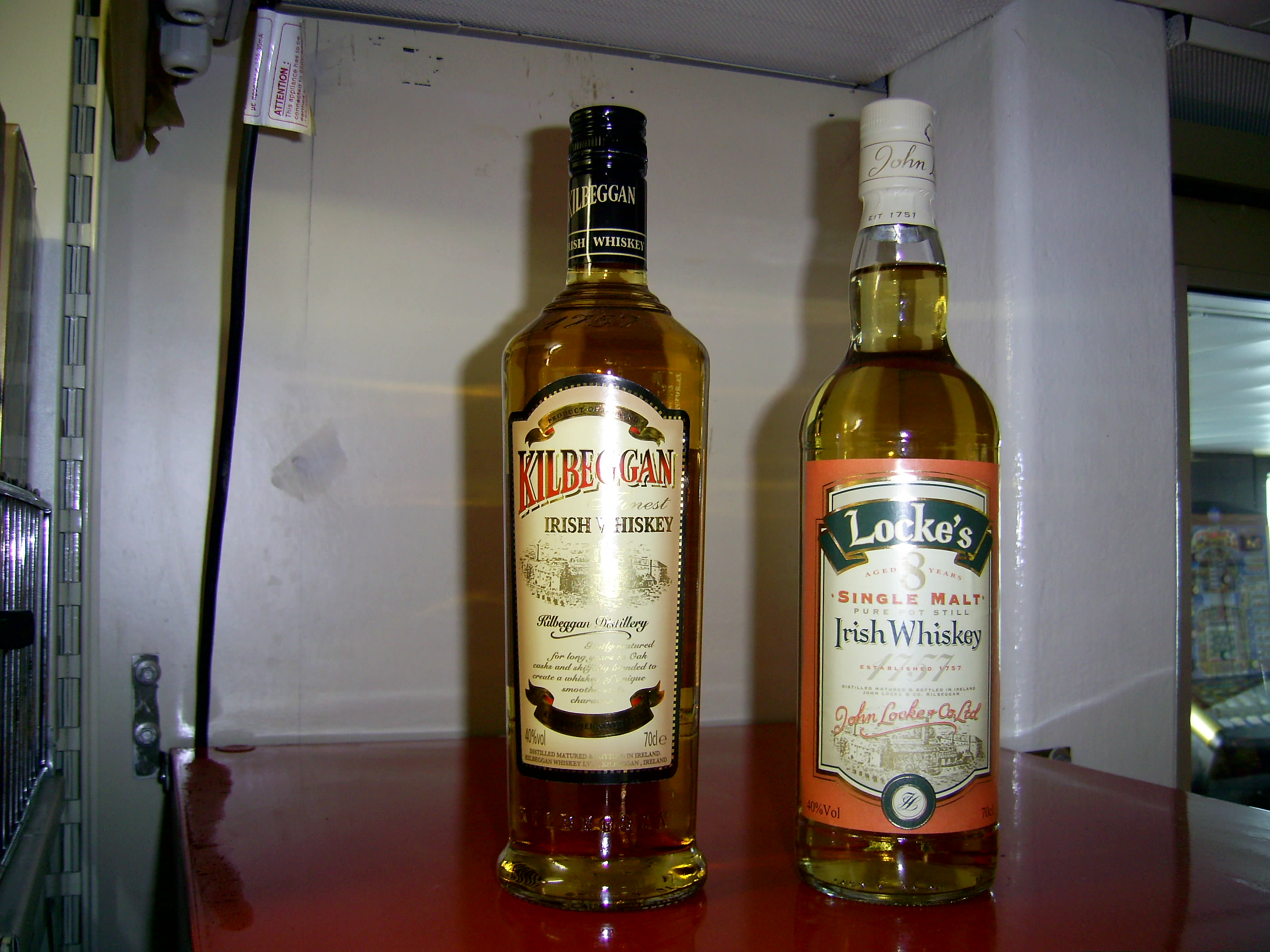
Kilbeggan et Locke's Whisky

La distillerie produit plusieurs marques :
- Single malt :
  - Connemara[3] (le seul Single Malt tourbé élaboré en Irlande)
  - Locke's[4] (contient une proportion de malt tourbé et est fabriqué à partir de whiskys de 8 à 10 ans d’âge minimum)
  - Tyrconnell[5] (marque historique de whisky créée par la distillerie Andrew Watt)
- Single grain :
  - Greenore[6] (whisky réalisé à partir de maïs)
- Blended :
  - Inishowen[7]
  - Kilbeggan[8] (double distillation, goût sucré avec des notes affirmées de malt caramélisé et de chêne)
  - Locke's
  - Millars